# Temporada do Sporting Clube de Portugal de 2010–11
Este artigo mostra as estatísticas do Sporting Clube de Portugal nas competições e jogos que disputou durante a temporada 2010-11.

## Jogadores
| Guarda-Redes | Guarda-Redes | Guarda-Redes    |
| Nº           | Nac.         | Nome            |
| ------------ | ------------ | --------------- |
| 1            | Portugal     | Rui Patrício    |
| 16           | Portugal     | Tiago Ferreira  |
| 30           | Alemanha     | Timo Hildebrand |

| Defesas | Defesas   | Defesas           |
| Nº      | Nac.      | Nome              |
| ------- | --------- | ----------------- |
| 2       | Argentina | Marco Torsiglieri |
| 3       | Portugal  | Daniel Carriço    |
| 4       | Brasil    | Ânderson Polga    |
| 5       | Portugal  | Evaldo Fabiano    |
| 18      | Argentina | Leandro Grimi     |
| 41      | Portugal  | Cédric Soares     |
| 44      | Portugal  | Nuno Coelho       |
| 47      | Portugal  | João Pereira      |
| 78      | Portugal  | Abel Ferreira     |

| Médios | Médios     | Médios           |
| Nº     | Nac.       | Nome             |
| ------ | ---------- | ---------------- |
| 6      | Portugal   | Pedro Mendes     |
| 7      | Rússia     | Marat Izmaylov   |
| 8      | Portugal   | Maniche          |
| 14     | Chile      | Matías Fernández |
| 15     | Chile      | Jaime Valdés     |
| 21     | Espanha    | Alberto Zapater  |
| 26     | Portugal   | André Santos     |
| 55     | Brasil     | Tales Souza      |
| 77     | Montenegro | Simon Vukčević   |

| Avançados | Avançados | Avançados      |
| Nº        | Nac.      | Nome           |
| --------- | --------- | -------------- |
| 9         | Portugal  | Carlos Saleiro |
| 20        | Portugal  | Yannick Djaló  |
| 23        | Portugal  | Hélder Postiga |
| 31        | Portugal  | Liedson        |
| 33        | Portugal  | Diogo Salomão  |

## Competições

### Primeira Liga

#### Tabela classificativa
|    | Equipa               | Pts | J  | V  | E | D  | GM | GS | +/- | Ref | Qualificação/Relegação                           |
| -- | -------------------- | --- | -- | -- | - | -- | -- | -- | --- | --- | ------------------------------------------------ |
| 1. | Porto                | 84  | 30 | 27 | 3 | 0  | 73 | 16 | +57 |     | Fase de grupos da Liga dos Campeões 2011-12      |
| 2. | Benfica              | 63  | 30 | 20 | 3 | 7  | 61 | 31 | +30 |     | 3ª Pré-eliminatória da Liga dos Campeões 2011-12 |
| 3. | Sporting             | 48  | 30 | 13 | 9 | 8  | 41 | 31 | +10 |     | Play-Off da Liga Europa 2011-12                  |
| 4. | Braga                | 46  | 30 | 13 | 7 | 10 | 45 | 33 | +12 |     | Play-Off da Liga Europa 2011-12                  |
| 5. | Vitória de Guimarães | 43  | 30 | 12 | 7 | 11 | 36 | 37 | -1  |     | 3ª Pré-eliminatória da Liga Europa 2011-2012     |

## Ligações Externas
- Site oficial do Sporting Clube de Portugal